# سد الپ گرا
سد آلپ گرا (به ایتالیایی: Alpe Gera Dam) یک سد در ایتالیا است که در سوندریو واقع شده‌است.